# 2-е Туркменево
2-е Туркменево (баш. 2-се Төрөкмән) — деревня в Баймакском районе Республики Башкортостан России. Входит в Мукасовский сельсовет.

## Географическое положение
Расстояние до:
- районного центра (Баймак): 68 км,
- центра сельсовета (1-е Туркменево): 2 км,
- ближайшей железнодорожной станции (Сибай): 27 км.

## Население
| 2002 | 2009 | 2010 |
| ---- | ---- | ---- |
| 146  | ↗175 | ↘156 |

Национальный состав
Согласно переписи 2002 года, преобладающая национальность — башкиры (100 %).